# Mariano Eduardo de Rivero
Mariano Eduardo de Rivero y Ustáriz, (Arequipa, Perú, 12 de octubre de 1798 - París, Francia, 6 de noviembre de 1857) fue un científico, ingeniero de minas, geólogo, mineralogista, naturalista, anticuario y diplomático peruano. Considerado como el principal científico peruano del siglo XIX y conocido en su tierra natal como "el sabio Rivero", fue una de las figuras centrales en la organización de nuevas instituciones de la recién fundada República del Perú. Formado en Europa desde la adolescencia, volcó en su país todos sus conocimientos y, poco a poco, desarrolló una interpretación original sobre el territorio, los recursos y la historia del Perú. Diversas publicaciones científicas lo convierten en un pionero de las ciencias naturales en América Latina. Asimismo, fue una figura central en la historia del anticuarianismo y el desarrollo de la arqueología en el Perú.    

## Biografía
Mariano de Rivero nació en Arequipa el 12 de octubre de 1798. Nació en el seno de una familia criolla liberal en el sur de Perú al final del período colonial. Fueron sus padres don Antonio Salvador de Rivero y Araníbar, capitán del ejército real en el Virreinato del Perú, y María Brígida de Ustáriz y Zúñiga. La educación básica o primaria la realizó en el Seminario de San Jerónimo de Arequipa. Al notar sus aptitudes y capacidades, su familia decidió enviarlo a Europa para continuar sus estudios y, a la edad de doce años, en 1810, enrumbó hacia Inglaterra. Allí, se inscribió en la Academic Institution en Highgate, Londres, escuela dirigida por el matemático Daniel Dowling. Esta institución tenía una fuerte inclinación hacia las ciencias naturales y las matemáticas, aunque también hacia la geografía y la historia.  Perfeccionó allí también su conocimiento de lenguas como el inglés y el francés.   
En 1817, una vez completada la educación inglesa, se trasladó a Paris, donde continuó sus estudios en la Escuela de Minas y el Jardin des plantes. En la Escuela de Minas, en condición oficial de alumno extranjero, pudo aprender de muchos de los científicos más destacados del momento. En el Jardin des plantes, Rivero llevó clases sobre las diferentes materias que constituían la Historia Natural. Entre sus profesores parisinos, estuvieron Pierre Berthier, René Just Haüy, Louis Joseph Gay-Lussac y, especialmente, Georges Cuvier y Alexander Brongniart, siendo este último su maestro. Mientras estudiaba en París, conoció y entabló una cercana amistad con Alexander von Humboldt, quien lo instó a viajar a Alemania para ampliar sus conocimiento mineros. Rivero completó su especialización como ingeniero de minas en la Escuela de Minas de Freiberg, el alma mater de Humboldt, donde llevó a cabo su primer trabajo de campo. Tras retornar a París, hizo otro viaje de estudio a España. Sus primeras publicaciones científicas entre 1821 y 1822 dentro de los campos de la mineralogía y la química le granjearon la aprobación de sus profesores y sentaron las bases de una futura carrera como científico. Sin embargo, sus deseos de regresar a América se entrecruzaron con la historia política del continente.    
La independencia de los países de América del Sur le abrió la posibilidad de retornar como profesional calificado para la formación o reorganización de instituciones. A fines de 1821, Rivero fue primero contratado en Londres por Antonio José de Irrisari para desempeñarse como Director de Minas de la República de Chile. Pero en mayo de 1822, Francisco Antonio Zea lo contrató como el jefe de una misión científica que investigaría  los recursos naturales de la nueva República de la Gran Colombia y estableciera un museo de historia natural y una escuela de minería en la capital Bogotá. Rivero llegó a Colombia a fines de 1822 y trabajó por tres años para la nueva república. Rivero partió de Colombia hacia el Perú con la intención de afincarse en su patria y trabajar las minas como empresario privado. Bolívar recomendó entonces su contratación al gobierno peruano a fin de desarrollar proyectos similares a los efectuados en Colombia. A partir de 1826 en adelante, Rivero realizó varias empresas en el Perú: ejerció como el primer Director Nacional de Minería, impulsó una revista científica, fundó el primer Museo Nacional, sirvió como prefecto en Junín, publicó extensamente sobre recursos minerales y escribió el primer estudio anticuario del Perú poscolonial, Antigüedades Peruanas. Este libro se publicó en Viena en 1851 y se tradujo al inglés, francés, alemán al poco tiempo. Reinsertado en el mundo académico europeo desde 1850 como cónsul general del Perú en Bélgica, siguió escribiendo sobre varios recursos peruanos. Tras una prolongada enfermedad, murió en París en 1857. Antes de morir, pudo dejar lista la edición de su Colección de Memorias Científicas e Industriales, publicación en dos tomos en Bruselas.   
Mariano de Rivero se casó el 18 de febrero de 1840 con Águeda Escolástica Pacheco de Salas y Salazar. La pareja tuvo cuatro hijos: Candelaria, Guillermina, Eduardo y Máximo. Solo de Guillermina, casada con el coronel Francisco Llosa y Abril, hubo descendencia.

## El científico
Descubrió en 1821 un nuevo mineral originario de Bohemia (hoy República Checa) al que llamó "Humboldtina" (un oxalato de hierro) en honor a Alexander von Humboldt. En 1821 publicó sus primeros trabajos científicos sobre su descubrimiento, sobre cobre y salitre en la revista Annales de Chimie et de Physique de París. Además, hizo los descubrimientos y estudios, durante su estancia en España, del mineral llamado sepiolita, así como de las calizas litográficas.
El presidente de la Gran-Colombia, el libertador Simón Bolívar, decide contratar científicos europeos, que estudien e investiguen los recursos naturales del país, que auspicien el desarrollo de las ciencias naturales y de las técnicas mineras, para lograr así una mejora de la economía de la joven nación. El ministro plenipotenciario de la Gran-Colombia en París Francisco Antonio Zea contrata a de Rivero en mayo de 1822 para que funde y dirija una escuela de minas en Bogotá, junto con un grupo de jóvenes científicos europeos formado por Boussingault, Roulin, Bourdon y Gaudot. Mariano Eduardo realiza los preparativos para el viaje, compra equipo de laboratorio y hace construir instrumentos de precisión.

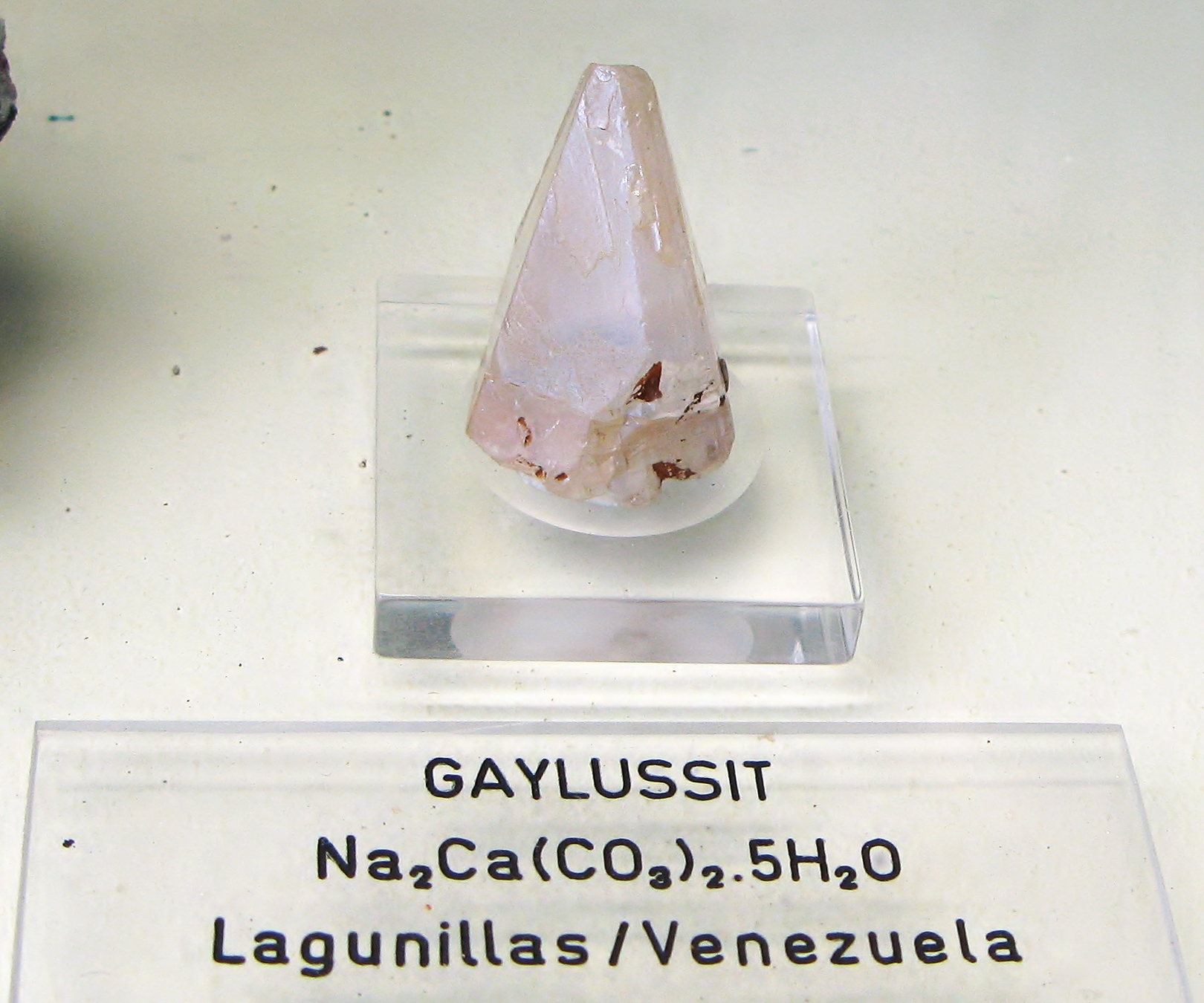
Cristal de Gaylussita mineral descubierto por de Rivero y Boussingault en Lagunillas, Venezuela

En noviembre de 1822 llega al puerto de La Guaira, Venezuela acompañado por Boussingault. Ambos transitan el Camino de los Españoles y estudian la geología del Cerro El  Ávila para lo cual escalan la Silla de Caracas como lo había hecho Humboldt en 1800. En la cordillera de la Costa exploran las fuentes termales de Mariara y Onoto (conocida como "El Castaño") y estudian la secreción del árbol de la vaca (que produce leche bebestible). Al remontar la Sierra Nevada de Mérida realizan el primer análisis químico cuantitativo de sales minerales (Gaylussita) de la laguna de Urao que los lugareños usaban para la elaboración del chimó una variedad de tabaco masticable. En Mérida publica: "Fuentes termales de la Cordillera de la Costa (Mariara y el Castaño)" (marzo de 1823). Después de un penoso viaje a través de la cordillera de los Andes arriban a Bogotá y son recibidos por el general Francisco de Paula Santander en mayo de 1823. Mariano Eduardo inaugura en Bogotá el museo de historia natural y la primera escuela de minas de Colombia siendo su primer director en noviembre de 1823. Junto a su grupo de jóvenes científicos realizan una exploración de los llanos orientales de Colombia, recorriendo el río Meta hasta su confluencia con el Orinoco. Su informe sobre este viaje "Itinerario de los Llanos de San Martín y del río Meta" forma parte de su "Colección de Memorias científicas, agrícolas e industriales etc..." publicadas tardíamente en 1857.
Simón Bolívar (presidente de la Gran Colombia 1819-1830 y presidente del Perú 1824-1827) le permite retornar al Perú, su patria. Mariano Eduardo sale de Bogotá y llega a Lima a fines de 1825. El gobierno del Perú le nombra en marzo de 1826, director general de minería, agricultura, instrucción pública y museo. En 1828 funda la Escuela de Minería de Huánuco y el primer museo nacional de historia natural, antigüedades e historia del Perú (hoy Museo Nacional de Arqueología, Antropología e Historia del Perú), asumiendo el cargo de primer director, el museo se formó con las donaciones de colecciones arqueológicas y luego de excavaciones en diferentes partes del Perú.
Mariano Eduardo realiza estudios científicos viajando por el país. Funda en Lima con Nicolás Fernández de Piérola y Flores la revista "Memorial de Ciencias Naturales y de Industria Nacional y Extranjera", que publica entre 1827 y 1829 artículos sobre la amalgación de la plata, explotación del guano, análisis de las aguas minerales de las fuentes termales de Yura y otras localidades de Arequipa, informes sobre las minas visitadas en el Perú, y la descripción de los ídolos de oro, plata y cerámica.
El general Antonio Gutiérrez de la Fuente tras un golpe de gobierno asume en 1829  la presidencia y en junio de 1829 suprime la dirección de minería, debido a la crisis económica que sufría el país. Debido a la inestable situación política y a la crisis económica decide Mariano Eduardo emigrar a Chile. En Chile analiza las aguas del río Mapocho, meteoritos encontrados en el desierto de Atacama y la geología de los alrededores de Valparaíso y Santiago
El presidente del Perú, mariscal Ramón Castilla, lo nombró en 1851 cónsul general del Perú en Bélgica. Recibió del rey de Bélgica la Orden de Leopoldo y del rey de Dinamarca la Orden de Dannebrog en apreciación a su labor diplomática
Desde 1850 hasta su fallecimiento en 1857 fue cónsul general del Perú en Bruselas.
Mariano Eduardo de Rivero y Ustariz publicó en Viena en 1851 con el coautor Johann Jakob von Tschudi su obra "Antigüedades Peruanas", un libro sobre el imperio de los Incas, su historia, origen, sistema de gobierno, conocimientos científicos, idioma, religión, costumbres y monumentos.
Así mismo, publicó en Bruselas en 1857 su obra "Colección de Memorias Científicas, agrícolas e industriales, publicadas en distintas épocas, etc.", una obra en 2 tomos, que colecciona artículos publicados sobre ciencias naturales, geología, mineralogía, minería y agricultura.

## El político
Mariano Eduardo retorna al Perú en 1832, asume a los cargos que tenía antes, continúa con su actividad científica y en adición comienza una carrera política. Mariano Eduardo es elegido en 1832 diputado a congreso por la provincia de Caylloma (Perú sur). El general Felipe Santiago Salaverry, presidente del Perú (1835-1836), lo nombra su consejero.
Bajo la presidencia del general Agustín Gamarra (1838-1841). Mariano Eduardo es nombrado inspector de obras Públicas. En 1839 era jefe de la Aduana de Arica (hoy Chile).
Durante la presidencia del mariscal Ramón Castilla (1844-1851 y 1855-1862) fue nombrado Mariano Eduardo en 1845 gobernador del departamento de Junín (Perú centro) y en 1848 gobernador del departamento de Moquegua (Perú sur). Siendo gobernador de Junín fundó la ciudad de San Ramón y la Escuela de Minas de Huánuco.

## El diplomático y publicista
El presidente del Perú, mariscal Ramón Castilla, lo nombró en 1851 cónsul general del Perú en Bélgica. Recibió del rey de Bélgica la Orden de Leopoldo y del rey de Dinamarca la Orden de Dannebrog en apreciación a su labor diplomática.
Desde 1850 hasta su fallecimiento en 1857 fue cónsul general del Perú en Bruselas.
Mariano Eduardo de Rivero y Ustariz publicó en Viena en 1851 con el coautor Johann Jakob von Tschudi su obra "Antigüedades Peruanas", un libro sobre el imperio de los Incas, su historia, origen, sistema de gobierno, conocimientos científicos, idioma, religión, costumbres y monumentos.
Así mismo, publicó en Bruselas en 1857 su obra "Colección de Memorias Científicas, agrícolas e industriales, publicadas en distintas épocas, etc.", una obra en 2 tomos, que colecciona artículos publicados sobre ciencias naturales, geología, mineralogía, minería y agricultura.

## Algunas publicaciones
- Note sur une combinaison de l'acide oxalique avec le fer trouve a Kolowsereux, prés Belin, en Bohême /1821/ Annales de Chimie et de Physique, Paris, 18: 207-210

- Note sur le cuivre muriate de Pérou, et sur le nitrate de soude trouve dans le district d'Atacama, prés du port de Iquique /1821/ Annales de Chimie et de Physique, Paris, 18: 442-443

- Note sur le nitrate de soude découvert dans le district de Tarapacá au Pérou /1821/ Annales des Mines, Paris, 6: 596

- Memorial de Ciencias Naturales y de Industria Nacional y Extranjera, Lima: Imprenta de Instrucción Primaria. Coautor: Fernández de Piérola, Nicanor. 12 Revistas publicadas entre 1827 y 1829

- Notice géologique sur Santiago de Chile /1836/ Paris: Annales de mines, 10: 279-788

- Antigüedades Peruanas /1841/ Lima: Imprenta de José Masías

- Memoria sobre el rico mineral de azogue de Huancavelica /1848/ Lima: Imprenta de José Masías

- Antigüedades Peruanas /1851/ Viena:Imprenta Imperial de la Corte y Estado. Coautor:Tschudi, Johann Jakob von

- Colección de memorias científicas, agrícolas e industriales publicadas en distintas épocas, etc. /1857/ Bruselas: Printer H. Goemaere, 2 Tomos